# Агуа-де-Пау
Агуа-де-Пау (порт. Água de Pau)  —  район (фрегезия) в Португалии,  входит в округ Азорские острова. Расположен на острове Сан-Мигел. Является составной частью муниципалитета  Лагоа. Население составляет 3122 человека на 2001 год. Занимает площадь 17,43 км².
Покровителем района считается Дева Мария (порт. Nossa Senhora dos Anjos). 

## История
Район основан в 1500 году